# Jacob Schuback

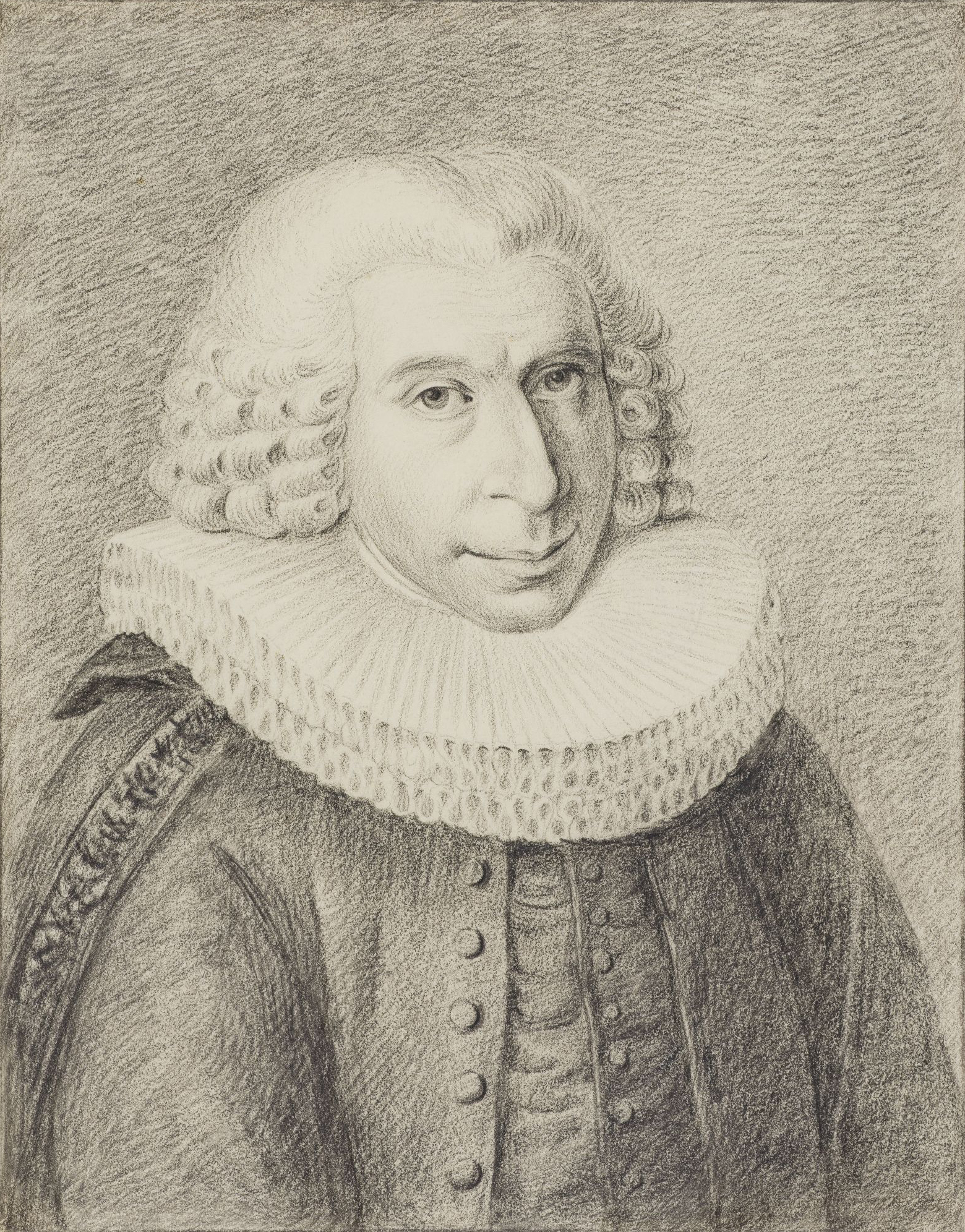
Bildnis von Jacob Schuback, unbekannter Künstler, Kohlezeichnung, Staats- und Universitätsbibliothek Hamburg

Commentarius de jure littoris Vom Strand-Rechte (1751)

Jacob Schuback (* 8. Februar 1726  in Hamburg; † 15. Mai 1784 ebenda) war ein deutscher Jurist, Diplomat und Komponist.

## Familie
Sein Vater Nicolaus Schuback war Hamburger Bürgermeister. Die Familie Schuback war eine vermögende und angesehene Familie in hervorragenden Positionen in Hamburg. Seine Tochter Johanna Elizabeth Schuback heiratete 1797 Reinhard Woltman.

## Leben
Er besuchte das Johanneum, während Georg Philipp Telemann dort Kantor war. Nach dem Abschluss seines Jurastudiums an der Universität Göttingen 1750 wurde er zwei Jahre später Archivarius adjunctus. Durch große Verdienste wurde er von der zehnjährigen Verpflichtung entbunden und 1760 zum Senatssyndicus bestellt.
In dieser Position erlangte er auch außerhalb Hamburgs Ansehen und war einer der Hamburger Unterhändler zum Gottorper Vertrag, der Hamburg die Unabhängigkeit sicherte und die Ausdehnung auf die südliche Elbseite und damit den Hafen in heutiger Form ermöglichte. 1771 wurde er Hamburgischer Gesandter beim Reichstag in Regensburg.
Er war auch Präses der Hamburger Stackdeputation.
Zusätzlich war Schuback für seine Liebe zur Musik bekannt. Er übersetzte und verfasste eigene größere Werke. Er war auch mit Carl Philipp Emanuel Bach befreundet, mit dem er auch zusammen arbeitete.

## Werke und Schriften
Schubacks musikalisches Schaffen besteht vorwiegend aus Vokalkompositionen.

### Bühnenwerke
- Die Grossmuth des Scipio, Drama, 1778; Libretto: Daniel Schiebeler

### Oratorien
- Der für die Sünde der Welt sterbende Jesus, Passions-Oratorium; Libretto: Barthold Heinrich Brockes; Hamburg, 1755
- Betrachtungen der Leiden unseres Erlösers; Libretto: Schuback nach Pietro Metastasio; Hamburg, 1763
- Die Rettung Bethuliens; Libretto: Schuback nach Metastasio; Hamburg, 1763
- Joas; Libretti: Schuback nach Metastasio; Hamburg, 1763 und 1777, Komposition verschollen
- Die Jünger zu Emaus; Libretto: Schuback; Hamburg, 1778–1779

### Andere Vokalwerke
- Vierstimmige gesetzte Kirchenchoräle, biblische Sprüche, geistliche und moralische Lieder für die Rumbaumsche Armenschule; Hamburg, 1779–1781
- Versuch in Melodien, Lieder nach Gerstenberg, Weiße, Gleim, Hölty, Bürger u. a.; Hamburg, 1779
- Geistliche Kantaten für Soli, Chor und Orchester:
  - Auf, heiliger Jubel, Osterkantate
  - Ich will den Namen
  - Lobet den Herrn, alle Himmel
  - Die Schönheit des göttlichen Mannes
  - Psalmkantaten nach den Psalmen 14, 33, 42 (italienisch nach Mattei), 67 und 90.
  - O Haupt, Choralkantate
  - Nach einer Prüfung, Choralkantate
  - Wacht auf, Choralkantate
- Weltliche italienische Kantaten nach Texten von Metastasio:
  - La tempesta
  - Nice e Tirsi
- Duett zur Einweihung, 1751
- Einführungsmusik Schuchmacher 1771, in Zusammenarbeit mit Carl Philipp Emanuel Bach (H 821c)
- Herzlich lieb, Lied für Tenor und Bass mit Oboe
- Duette
- Zwei Arien
- Zwei Kanons

### Instrumentalwerke
- Drei Sinfonien in E-Dur, B-Dur und D-Dur

### Schriften
- Von der musikalischen Deklamation; Göttingen 1775 (anonym erschienen)
- Nachricht von dem Singe-Institut bey der Rumbaumischen Armen-Schule in Hamburg und der dabey eingeführten Lehrart; Hamburg und Leipzig 1780